# Maxim
Максим (енгл. Maxim) је међународни месечни часопис за мушкарце.
Основан је у Великој Британији 1995. године. Овај часопис са елементима еротике има и српску верзију. Издање на српском језику је објављено први пут априла 2005. године. Познат је по томе што се популарне глумице, певачице, модели и друге лепе и успешне жене фотографишу оскудно обучене, и не по правилу у потпуности наге. Због свог успеха на великим тржиштима, Максим се објављује у многим другим земљама, као што су: Аргентина, Индија, Индонезија, Израел, Белгија, Румунија, Чешка, Француска, Немачка, Бугарска, Грчка, Италија, Кореја, Мексико, Холандија, Пољска, Русија, Србија, Филипини, Сингапур, Шпанија, Тајланд, Украјина и Португал. Дигитална верзија часописа је покренута 2005. године за мобилне телефоне у двадесет земаља у Европи и Азији.